# Нюкасъл (Вашингтон)
Вижте пояснителната страница за други значения на Нюкасъл.
Нюкасъл (на английски: Newcastle) е град в окръг Кинг, щата Вашингтон, САЩ. Нюкасъл е с население от 7737 жители (2000) и обща площ от 44,8 km². Намира се на 171 m надморска височина. ЗИП кодът му е 98056, 98059, а телефонният му код е 425.